# Хускивадзе, Авенир Михайлович
Авени́р Миха́йлович Хускива́дзе (1912 (по другим данным, 5 октября 1918), Москва — 2000, Иерусалим) — художник-мультипликатор, инженер, дипломат и разведчик. Художник 12-и мультфильмов о Самоделкине, мультфильма «Свадьба Соек» и других.
Окончил Художественную Академию в Тбилиси.

## Предполагаемая работа в разведке
Согласно книге Аарона Шнеера «Из НКВД в СС и обратно», во время Второй мировой войны, по заданию НКВД с 1937 по 1944 год служил в частях СС под именем Авени́р Бе́ннигсен (Авени́р Хускива́дзе действительно из рода российских Бе́ннигсенов, а также, из рода Тучко́вых). Участвовал в боях в Польше и Франции как командир танкового взвода. Был тяжело ранен и демобилизован. В 1941—1944 годах занимался набором рабочей силы на заводы военной промышленности Германии. В конце войны участвовал в репатриационных миссиях Советской Армии, а также в операциях разведки за границей, в основном, в Бельгии и Франции. Независимых подтверждений всего этого не найдено.

## Фильмография
- 1957 год — Свадьба соек
- 1958 год — Бездельница
- 1958 год — Обманщик лис
- 1960 год — Тигр и осёл
- 1962 год — Полуцыплёнок
- 1962 год — Самоделкин-спортсмен
- 1963 год — Юбилей (праздник глиняного горшка)
- 1965 год — Отважный Важа
- 1968 год — О мода, мода!
- 1971 год — Самайя
- 1986 год — Охотник
- 1987 год — Очокочи
- 1989 год — Оплеуха